# Universal Soldier (franquia)
A franquia Universal Soldier (Soldado Universal) é uma série de filmes de ação de ficção científica. A franquia teve inicio em 1992 com o Universal Soldier e a partir de 2012 é composto por seis filmes (alguns dos quais são agora considerados não-canônicos). Os filmes são centrados no personagem de Luc Deveraux (interpretado por Jean-Claude Van Damme e depois por Matt Battaglia) até Universal Soldier: Day of Reckoning, que foca em um novo protagonista chamado John (interpretado por Scott Adkins).

## Filmes
| Filme               | Data de lançamento      | Diretor         | Roteirista(s)                                       | Produtor(es)                                                              |
| ------------------- | ----------------------- | --------------- | --------------------------------------------------- | ------------------------------------------------------------------------- |
| Soldado Universal   | 10 de julho de 1992     | Roland Emmerich | Dean Devlin, Richard Rothstein e Christopher Leitch | Mario Kassar e Allen Shapiro                                              |
| Soldado Universal 2 | 27 de setembro de 1998  | Jeff Woolnough  | Peter M. Lenkov                                     | Robert Wertheimer                                                         |
| Soldado Universal 3 | 24 de outubro de 1998   | Jeff Woolnough  | Peter M. Lenkov                                     | Robert Wertheimer                                                         |
| Soldado Universal 4 | 20 de agosto de 1999    | Mic Rodgers     | John Fasano e William Malone                        | Allen Shapiro, Daniel Melnick, Michael I. Rachmil e Jean-Claude Van Damme |
| Soldado Universal 5 | 02 de fevereiro de 2010 | John Hyams      | Victor Ostrovsky                                    | Mark Damon, Moshe Diamant, Craig Baumgarten e Courtney Solomon            |
| Soldado Universal 6 | 25 de outubro de 2012   | John Hyams      | John Hyams, Jon Greenlagh e Doug Magnuson           | Moshe Diamant, Allen Shapiro, Craig Baumgarten e Courtney Solomon         |